# Anna Maria Leone
Anna Maria Leone (Ceccano, 30 maggio 1945) è una politica italiana.

## Biografia
Laureata in lettere, dal 1971 insegna italiano e storia in diverse scuole medie superiori di Verona prima di diventare docente di ruolo. In una di queste scuole, all'Istituto tecnico Agrario Marcantonio Bentegodi, ha come alunno Amedeo Umberto Sebastiani che in seguito sarà conosciuto con il nome d'arte di Amadeus.
Dal 1985 al 2000 è consigliera regionale in Veneto, prima con la Democrazia Cristiana, poi con il PPI e con il CDU; ricopre anche il ruolo di assessore regionale tra il 1994 e il 1995.
Alle elezioni politiche del 2001 è eletta deputata con la lista Abolizione scorporo collegata all’UdC. Dal 2001 al 2003 ha fatto parte della VIII Commissione Ambiente, territorio e lavori pubblici. È stata altresì segretaria, dal 2003 al 2005, della XI Commissione lavoro pubblico e privato. Dal 2005 al 2006, invece, è stata vicepresidente della XII Commissione Affari sociali.
Terminata l'esperienza parlamentare nel 2006, viene eletta presidente provinciale del Movimento Cristiano Lavoratori di Verona.
Alle elezioni comunali veronesi del 2012 sostiene la lista Verona è Vita nella coalizione del sindaco uscente Flavio Tosi. Diventa poi presidente dell'Istituto assistenza anziani di Verona.
In occasione della tornata elettorale del 2022 è coordinatrice dei gruppi di lavoro sul programma del ricandidatosi Tosi.